# أنابيل جين ماري رانكين
أنابيل جين ماري رانكين (بالإنجليزية: Annabelle Jane Mary Rankin) (28 يوليو 1908 - 30 أغسطس 1986)؛ سياسية ودبلوماسية أسترالية. كانت أول امرأة من مدينة كوينزلاند إحدى ولايات أستراليا يتم انتخابها في البرلمان، وأول وزيرة في الحكومة الفيدرالية، وأول امرأة أسترالية يتم تعيينها رئيسة لبعثة خارجية. كما أنها حاصلة على رتبة الإمبراطورية البريطانية (دي بي).
ولدت رانكين في مدينة بريزبين، وهي ابنة النائب كولين رانكين عضو الحزب الليبرالي، تم انتخابها لمجلس الشيوخ في الانتخابات الفيدرالية لعام 1946، وشغلت مقعدها في العام التالي. كانت ثاني امرأة يتم انتخابها لعضوية مجلس الشيوخ بعد دوروثي تانجني.
كانت رانكين رئيس سوط الحزب الليبرالي من عام 1947 إلى عام 1950 ومن عام 1951 إلى عام 1966.
في عام 1966 شغلت منصب وزيرة الإسكان في حكومة هولت، لتصبح أول امرأة تتولى حقيبة وزارية. كما شغلت هذا المنصب حتى تقاعدها من السياسة في عام 1971. بصفتها المفوضة السامية لنيوزيلندا من 1971 إلى 1974، كانت أول امرأة ترأس بعثة أسترالية في الخارج.

## الحياة العامة
ولدت رانكين في 28 يوليو 1908 في جنوب بريسبان، كوينزلاند. كان والدها من مولود اسكتلندا، مزارعًا للسكر ومن قدامى المحاربين في حرب البوير وعمل في الجمعية التشريعية لكوينزلاند (1905-1918).
نشأت رانكين في مزرعة والدها لقصب السكر على نهر إيزيس بالقرب من بلدة تشايلدرز الصغيرة. في عام 1919، حل والدها محل شقيقه المتوفى كمدير عام لشركة كوينزلاند كوليريز، مما استلزم الانتقال إلى هوارد. عاشت العائلة في منزل بروكلين هوارد، وهو الآن مدرج في قائمة التراث.
التحقت رانكين بالمدارس الحكومية المحلية في تشايلدرز قبل أن تكمل تعليمها في مدرسة جليني ميموريال في توومبا.
بصفتها امرأة غير متزوجة من عائلة ثرية، لم يكن من المتوقع أن تدخل رانكين سوق العمل. شاركت في العديد من المنظمات المجتمعية، حيث قامت بالتدريس في مدرسة الأحد وأسست وحدة محلية من المرشدات. شجعها والدها على السفر إلى الخارج وزيارة الصين واليابان بعد فترة وجيزة من ترك المدرسة. زارت أوروبا عام 1936 وعملت في الأحياء الفقيرة في لندن ومع لاجئين من الحرب الأهلية الإسبانية. أثناء وجودها في جبل طارق شاهدت قصف لا لينيا دي لا كونسبسيون.
بعد وفاة والدها في عام 1940، بدأت رانكين العمل ككاتبة لشركة شركة أمناء الاتحاد في أستراليا. شغلت منصب قائدة مفرزة للمساعدات الطوعية في بريزبن خلال الحرب. كما عينت أيضًا كوزيرة دولة للمرشدات في عام 1942 ومساعدة مفوض الدولة لجمعية الشابات المسيحيات (YWCA) في العام التالي. وأيضا مسؤولة عن عمل المنظمة فيما يتعلق برفاهية الخدم، حيث سافرت إلى القواعد العسكرية في شمال كوينزلاند.

في عام 1946 عُرض عليها منصب في اليونان مع إدارة الإغاثة والتأهيل التابعة للأمم المتحدة، لكنها رفضت لدخول السياسة في أستراليا. 

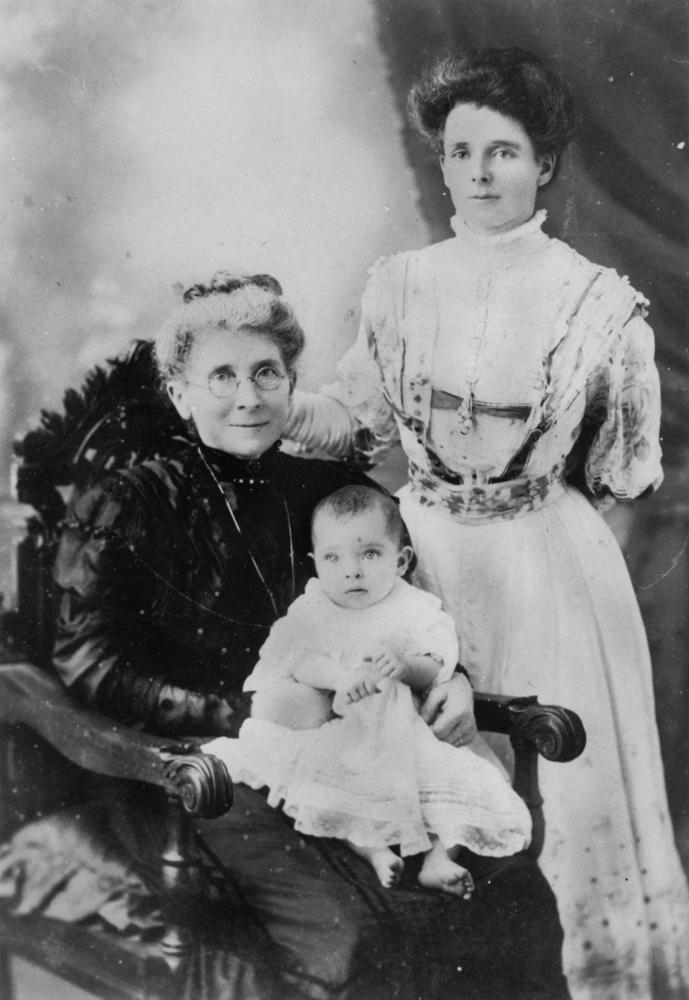
رانكين عندما كانت طفلة صغيرة مع والدتها وجدتها

## الحياة السياسية
تم انتخاب رانكين في مجلس الشيوخ في انتخابات عام 1946 كممثل للحزب الليبرالي.
بدأت ولايتها في 1 يوليو 1947. كانت أول امرأة يتم تعيينها في منصب سوط المعارضة في مجلس الشيوخ، وبعد انتخاب حكومة مينزيس في عام 1949، شغلت أيضًا منصب السوط الحكومي في مجلس الشيوخ. (السوط هو مسؤول من حزب سياسي الذي تتمثل مهمته في ضمان الانضباط الحزبي).
في 26 يناير 1966، عينها رئيس الوزراء هارولد هولت وزيرة الإسكان. كانت ثاني امرأة تصل إلى المرتبة الوزارية في البرلمان الاتحادي.  بعد عام 1968 أصبحت السناتور الأطول خدمة، إلى جانب بيرت هندريكسون وجوستين أوبيرن.
استقالت من مجلس الشيوخ في عام 1971 وشغلت منصب المفوض السامي لنيوزيلندا، وهو المنصب الذي شغلته حتى عام 1974. بعد تقاعدها، عادت إلى بريزبين حيث استمرت في المشاركة في المنظمات التطوعية.

## وفاتها
توفيت رانكين في بريزبين عن عمر يناهز 78 عامًا، في 30 أغسطس 1986. تم حرق جثتها بعد جنازة رسمية في كاتدرائية القديس يوحنا الأنجليكانية في بريسبان.

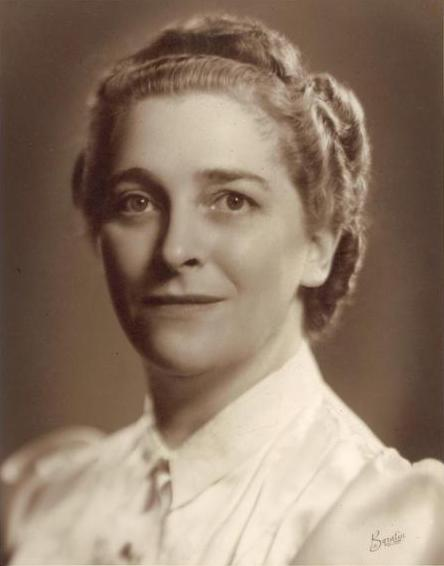
رانكين في الأربعينيات.

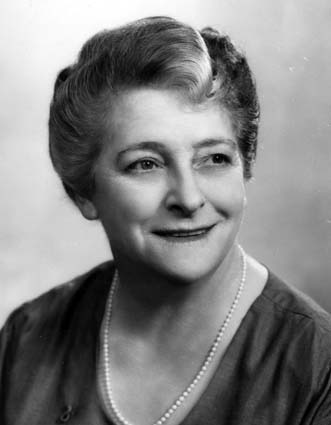
رانكين عام 1967.

## مرتبة الشرف
منحت رانكين كقائدة وسام الإمبراطورية البريطانية (DBE) في 13 يونيو 1957 للخدمات السياسية والعامة. في عام 1977، أصبحت رانكين عضوًا مدى الحياة في فرع كوينزلاند لمجلس كتاب الأطفال في أستراليا.

## تخليد اسمها
تم تسمية القسم الانتخابي بإسمها والذي دخل حيز التنفيذ في انتخابات 1984 على شرفها. كما افتتح فرع كوينزلاند لمجلس كتاب الأطفال الأسترالي كجائزة دام أنابيل رانكين تخليدًا لذكراها.

## روابط خارجية
- رانكين، أنابيل جين ماري في The Encyclopedia of Women and Leaders in the Twentieth-Century Australia

| المناصب السياسية    | المناصب السياسية                            | المناصب السياسية |
| ------------------- | ------------------------------------------- | ---------------- |
| سبقه                | Minister for Housing                        | تبعه             |
| المناصب الدبلوماسية |                                             |                  |
| سبقه                | Australian High Commissioner to New Zealand | تبعه             |